# Luísa Sobral
Luísa Maria Vilar Braamcamp Sobral (Lisbona, 18 settembre 1987) è una cantante, musicista e compositrice portoghese.
Suona chitarra e arpa.

## Biografia
Luísa Sobral è nata a Lisbona, da una famiglia di nobili decaduti, essendo la figlia di Salvador Luís Cabral Braamcamp Sobral, imparentato col politico Hermano José Braamcamp de Almeida Castelo Branco, Conte di Sobral de Monte Agraço.
Ha vissuto dal 2005 al 2009 negli USA, a Boston, per studiare al Berklee College of Music.
Nel 2011 ha pubblicato il primo album, che è rimasto a lungo nella top ten musicale del suo Paese.
Nel 2016 ha registrato il suo quarto album presso i Recording Studios di Los Angeles.
Nel 2017 ha scritto e composto la canzone vincitrice dell'Eurovision Song Contest 2017, Amar pelos dois, eseguita dal fratello minore Salvador Sobral.

## Discografia

### Album
- 2011 - The Cherry On My Cake
- 2013 - There's A Flower In My Bedroom
- 2014 - Lu-Pi-i-Pi-Sa-Pa
- 2016 - Luísa
- 2018 - Rosa

### Singoli
- 2011 - Not There Yet
- 2011 - Xico
- 2013 - Mom Says
- 2016 - My Man
- 2016 - Alone